# 鸭江镇
鸭江镇，是中华人民共和国重庆市武隆区下辖的一个乡镇级行政单位。

## 行政区划
鸭江镇下辖以下地区：
鸭江社区、保禾村、高兴村、羊岩村、双河园村、三元村、青峰村、显灵村、送月村和谭坪村。